# Guvernementet Olonets
Guvernementet Olonets var ett guvernement i norra Ryssland och Ryska SFSR, 1801–1922. Guvernementet omfattade stora delar av det som historiskt kallats Östkarelen och ingår idag i Karelska republiken.
Det var begränsat i norr av Archangelsk, i öster av Vologda, i söder av Novgorod och S:t Petersburg samt i väster av sjön Ladoga och Finland. Det hade en areal på 148 764 km² och en befolkning på 443 400 invånare (1910), till större delen ryssar, 65 000 var kareler och några tusen finnar och samer.
Nordvästra delen tillhörde i orografiskt och geologiskt hänseende Finland. Den var bergig, genomdragen av en mängd åsar, gående från nordväst till sydöst. Det övriga guvernementet var en mot söder sluttande slätt. Den geologiska byggnaden var mycket olika. Granit, syenit och diorit, täckta med laurentiska metamorfiska skiffrar, förekom i stor utsträckning i nordväst.
Nära Onega var de överlagrade med devonisk sandsten och kalksten. Det hela är täckt med stora bäddar av krosstenslera, bottenmoränen, som det stora islagret under istiden kvarlämnade. Hela området bär spår från istiden. Tusentals sjöar fyllde fördjupningarna i ytan, medan andra lämnat spår av sin forna tillvaro i form av vidsträckta kärr. De största sjöarna var Onega, Seg, Vyg, Vodlo och Latja. Även östra delen av Ladoga tillhörde guvernementet. Hela vattenytan är omkring 18 000 km². Floderna tillhörde Östersjöns och Vita havets vattensystem. Till det förra hör sjöarna Ladoga och Onega, vilka är förenade genom Svir och mottar en mängd tillflöden, som var av stor vikt som kommunikationsleder. Floden Onega, som har sina källor i sydöstra delen av Olonets, var i detta hänseende av mindre vikt.
Olonets var jämte Vologda det skogrikaste av Rysslands guvernement, i det barr- och björkskogar upptog omkring 63 procent av arealen. Högst 2,5 procent var odlad jord och 5,2 procent ängar och betesmarker. Viktiga näringskällor jämte jordbruket var bergshantering i vissa trakter, jakt, fiske och i synnerhet skogsavverkning. En stor del av det järn, som produceras i guvernementet, fås från så kallad myrmalm. Huvudstad var Petrozavodsk. Den forna huvudstaden Olonets, 15 km öster om Ladoga, hade år 1900 endast 1 500 invånare.
Guvernementet koloniserades av Novgorod under 1000-talet och förenades med storfurstendömet Moskva av Ivan III (1462–1505).